# Felsenbecken

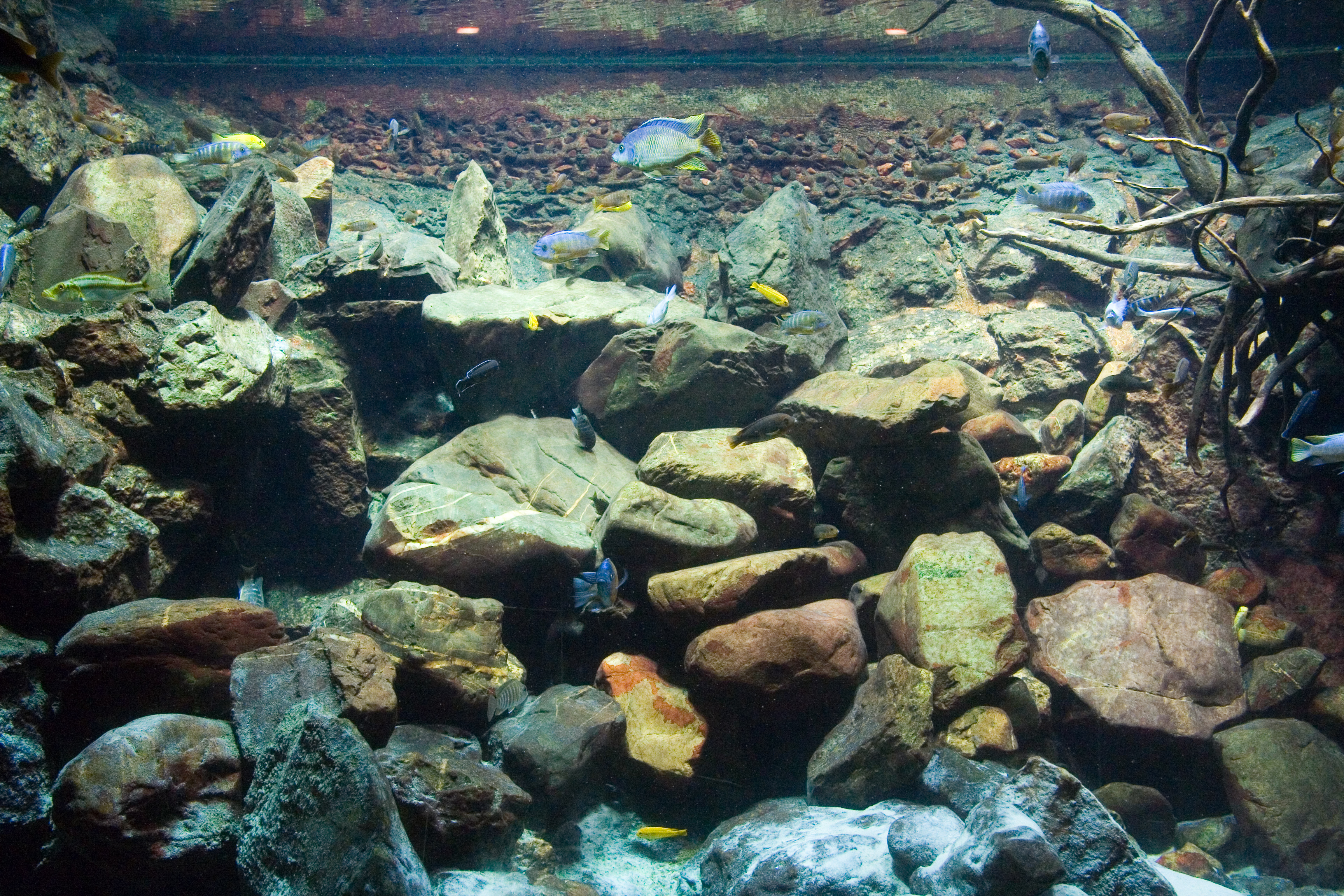
Aquarium mit Buntbarschen aus dem Malawisee

Als Felsenbecken bezeichnet man in der Aquaristik die Aquarien, in denen Fischen mit Steinaufbauten Höhlen und Rückzugsmöglichkeiten geboten werden und diese Aufbauten das Aussehen des Aquariums dominieren. In der Regel handelt es sich dabei um Süßwasseraquarien, in denen Aquarienpflanzen entweder gar nicht vorhanden sind oder nur eine untergeordnete Rolle spielen. Gewöhnlich ist die Filterung in diesen Becken sehr stark ausgelegt, da die Stickstoffumwandlung im Aquarium nicht durch Pflanzen unterstützt wird. 
In Felsenbecken werden sehr häufig Cichliden gepflegt. Typisch ist dieser Aquarientyp vor allem für die Haltung der als Mbuna bezeichneten Buntbarsche des Malawisees. Werden nur diese Fischarten gehalten, nennt man diese Aquarien auch Malawi-Becken. 